# 모니크 커넨

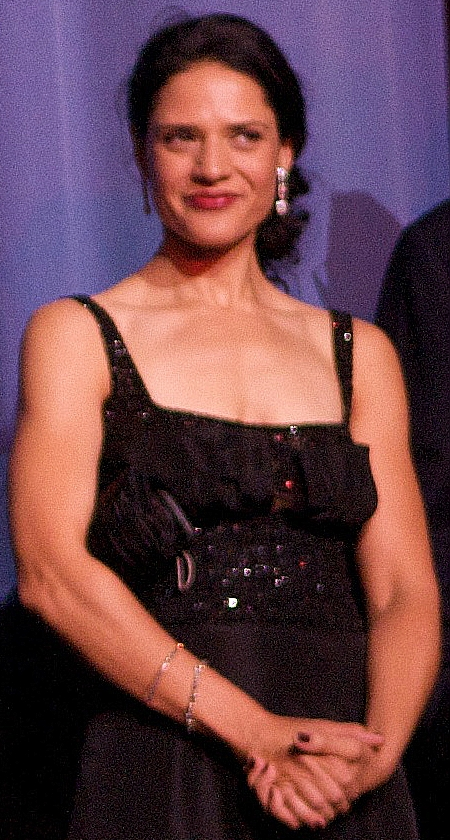

모니크 개브리엘라 커넌(Monique Gabriela Curnen, 1970년 9월 7일 ~ )은 미국의 배우이다.
프레이밍햄에서 태어났다.

## 출연 작품
- 이어 바이 더 씨 (2016년)
- 매터스 오브 더 하트 (2015년)
- No Names (2014) - 단편
- 썬큰 시티 (2014년)
- 모델 홈 (2013년) - 카밀라 역
- 선셋 스토리스 (2012년)
- 해피 뉴 이어 (2011년) - 리사 역
- 굿 닥터 (2011년) - 간호사 메리앤 역
- 컨테이젼 (2011년) - 로레인 바스케스 역
- 레거시 (2010년)
- 더 트루 어바웃 엔젤스 (2009년) - 안나 역
- 스포큰 워드 (2009년)
- 라이프 인 플라이트 (2008년)
- 체 게바라: 1부 아르헨티나 (2008년)
- 다크 나이트 (2008년) - 라미레즈 경관 역
- 피니싱 더 게임 (2007년)
- 아나모프 (2007년)
- 버나드 앤 도리스 (2007년)
- 하프 넬슨 (2006년) - 이사벨 역
- 레이디 인 더 워터 (2006년)
- 기품있는 마리아 (2004년)
- 케이트 앤 레오폴드 (2001년)

### 텔레비전
- 덱스터 (2006)
- 언유주얼스 (2009)
- 썬즈 오브 아나키 (2010)
- 로앤오더: 성범죄 전담반 (2010)
- 라이 투 미 (2010-11)
- CSI: 과학수사대 (2011) - 가르시아 역
- 멘탈리스트 (2012)
- 롱마이어 (2013)
- 테이큰 (2017) - 베카 블라식 역
- 파워 (2018-20)